# Кравець Володимир Петрович
Володимир Петрович Кравець (нар. 6 квітня 1947, м. Гусятин Тернопільської області) — український вчений-математик, педагог, громадський діяч. Доктор педагогічних наук (1997), професор (1994), член-кореспондент Академії педагогічних наук України (2003). Заслужений працівник освіти України (1997).

## Життєпис

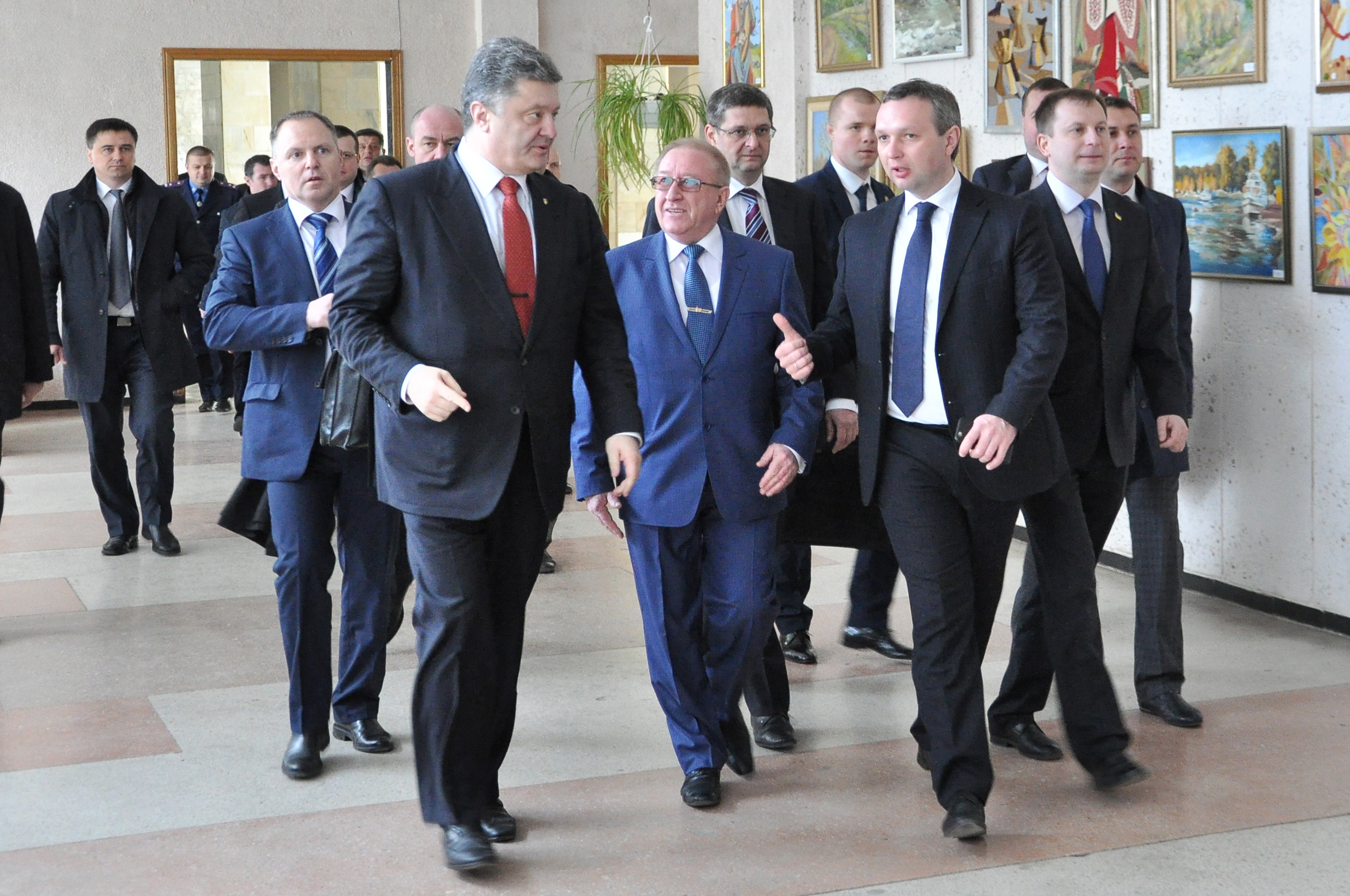
Під час візиту Президента України Петра Порошенка до ТНПУ (2.04.2015)

Володимир Петрович Кравець народився 6 квітня 1947 року в м. Гусятині Тернопільської області (тоді — Українська РСР).
З 1969 року в Тернополі — після переїзду сюди з Кременця педагогічного інституту (тепер ТНПУ ім. Володимира Гнатюка). Закінчив його в 1970 році і відтоді почав працювати на кафедрі математичного аналізу фізико-математичного факультету. Від 1983 року декан фізико-математичного факультету, в 1985—1990 роках — проректором з навчальної роботи ТПІ.
1990-2017 рр. — ректор Тернопільського педагогічного університету імені Володимира Гнатюка, обраний за рішенням колективу викладачів і студентів.
Полюбляє відпочивати на дачі, читати книги, переглядати новини в інтернет-виданнях.

## Наукова діяльність
Наукові інтереси: психологія статі, сімейна педагогіка, дошлюбна підготовка молоді, статеве виховання учнів.
Основні наукові праці:
- «Психолого-педагогічні основи підготовки школярів до сімейного життя» (1997),
- «Теорія і практика дошлюбної підготовки молоді» (2000),
- «Психофізичні та психологічні аспекти формування усвідомленого батьківства» (2001),
- «Гендерна педагогіка» (2003).

Навчальні посібники:
- «Історія української школи і педагогіки» (1994),
- «Зарубіжна школа і педагогіка ХХ століття» (1996),
- «Історія класичної зарубіжної педагогіки та шкільництва» (1997) й інші.

Член редколегії Тернопільського енциклопедичного словника.

## Нагороди
- Орден «За заслуги» ІІ ступеня (4 жовтня 2015) — за значний особистий внесок у розвиток національної освіти, підготовку кваліфікованих фахівців, багаторічну плідну педагогічну діяльність та високий професіоналізм[3];
- Орден «За заслуги» ІІІ ступеня (17 січня 2008) — за вагомий особистий внесок у справу єднання українського народу, розбудову демократичної, соціальної і правової держави та з нагоди Дня Соборності України[4];
- Заслужений працівник освіти України (18 грудня 1997) — за вагомий особистий внесок у розвиток національної освіти, впровадження сучасних методів навчання і виховання молоді[5];
- 19 серпня 2016 року Тернопільська міська рада присвоїла звання «Почесний громадянин міста Тернополя»[6].